# NGC 2897
NGC 2897 is een lensvormig sterrenstelsel in het sterrenbeeld Waterslang. Het hemelobject werd op 6 februari 1864 ontdekt door de Duitse astronoom Albert Marth.

## Synoniemen
- NPM1G +02.0220
- PGC 26949